# Capodoperă

Mona Lisa (sau Gioconda), de Leonardo da Vinci, c. (1503–1506)

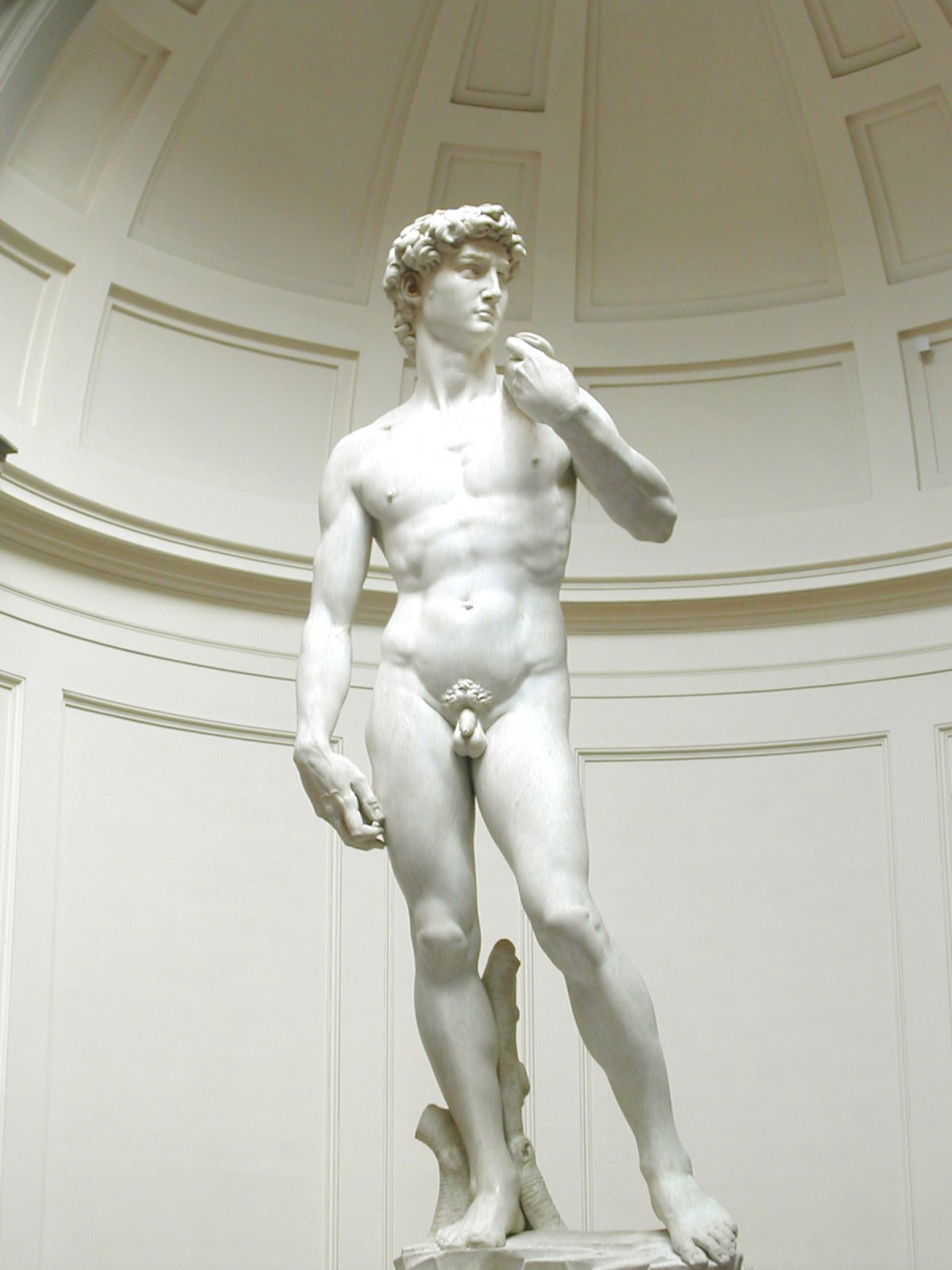
David de Michelangelo Buonarroti (1504)

Capodopera (în franceză: chef d'œuvre, literalmente „operă majoră”)  este o operă artistică de o valoare excepțională, unică, de neegalat, cea mai mare realizare a artei sau măiestriei. Cel mai des capodoperele sunt menționate ca opere de artă, și mai puțin în știință sau tehnologie.
În Epoca modernă, termenul este utilizat pentru o piesă extrem de bună de creație sau cea mai bună lucrare a unui anumit artist sau meșteșugar.

## Vezi și
- Magnum opus